# Tuffi ai Giochi della XI Olimpiade - Trampolino femminile
La competizione del trampolino femminile  di tuffi ai Giochi della XI Olimpiade si è svolta il giorno 12 agosto 1936 al Berlin Olympic Swim Stadium.

## Risultati
6 tuffi, 3 obbligatori e 3 liberi dal trampolino di 3 metri.
| Pos.    | Atleta                 | Nazione       | Totale | Tuffi Obbligatori | Tuffi Obbligatori | Tuffi Obbligatori | Tuffi Liberi | Tuffi Liberi | Tuffi Liberi |
| Pos.    | Atleta                 | Nazione       | Totale | 1                 | 2                 | 3                 | 4            | 5            | 6            |
| ------- | ---------------------- | ------------- | ------ | ----------------- | ----------------- | ----------------- | ------------ | ------------ | ------------ |
| Oro     | Marjorie Gestring      | Stati Uniti   | 89,27  | 12,96             | 13,94             | 15,77             | 16,20        | 14,40        | 16,00        |
| Argento | Katherine Rawls        | Stati Uniti   | 88,35  | 13,50             | 14,11             | 15,20             | 15,20        | 15,40        | 14,94        |
| Bronzo  | Dorothy Poynton-Hill   | Stati Uniti   | 82,36  | 12,60             | 12,92             | 15,20             | 14,00        | 12,24        | 15,40        |
| 4       | Gerda Daumerlang       | Germania      | 78,27  | 9,72              | 13,43             | 14,63             | 13,60        | 13,40        | 13,49        |
| 5       | Olga Jensch-Jordan     | Germania      | 77,98  | 12,78             | 12,75             | 11,59             | 13,32        | 13,14        | 14,40        |
| 6       | Masayo Osawa           | Giappone      | 73,94  | 11,88             | 8,16              | 14,25             | 13,11        | 13,14        | 13,40        |
| 7       | Susanne Heinze         | Germania      | 71,49  | 11,88             | 12,41             | 13,30             | 12,24        | 12,06        | 9,60         |
| 8       | Fusako Kono            | Giappone      | 70,27  | 11,52             | 12,07             | 9,12              | 12,80        | 12,16        | 12,60        |
| 9       | Elizabeth Slade        | Gran Bretagna | 69,95  | 12,24             | 12,41             | 13,30             | 10,44        | 11,16        | 10,40        |
| 10      | Lynda Adams            | Canada        | 67,44  | 9,72              | 10,20             | 11,02             | 11,52        | 13,20        | 11,78        |
| 11      | Inger Nordbø           | Norvegia      | 65,94  | 10,80             | 10,20             | 11,78             | 11,52        | 10,44        | 11,20        |
| 12      | Alma Staudinger        | Austria       | 65,76  | 9,36              | 11,56             | 12,16             | 11,52        | 10,00        | 11,16        |
| 13      | Kathinka Larsen        | Gran Bretagna | 64,00  | 11,52             | 10,20             | 9,50              | 7,60         | 12,40        | 12,78        |
| 14      | Annie Villiger         | Svizzera      | 62,38  | 11,52             | 11,90             | 8,36              | 9,36         | 11,16        | 10,08        |
| 15      | Thelma Boughner        | Canada        | 60,04  | 10,80             | 10,20             | 9,12              | 11,52        | 7,60         | 10,80        |
| 16      | Cécile Lesprit-Poirier | Francia       | 58,86  | 7,92              | 8,50              | 8,36              | 11,88        | 9,60         | 12,60        |